# 고스트 스토리
《고스트 스토리》(영어: A Ghost Story)는 2017년 7월 개봉한 미국의 초자연 드라마 영화이다. 데이비드 라워리가 감독과 각본을 맡고, 케이시 애플렉, 루니 메라, 윌 올덤, 롭 저브레키 등이 출연하였다. 교통 사고로 갑자기 사망하고 유령이 되어 연인 M의 곁을 떠도는 C의 이야기로, 사랑을 잃은 이들에게 찾아온 애틋하고 미스터리한 시간을 담은 판타지 로맨스이다.
2017년 1월 22일 제33회 선댄스 영화제에서 전세계 최초 상영되었다.
평단으로부터 대체로 호평을 받았다. 2017년 제89회 전미 비평가 위원회상에서 그해 최고의 독립 영화 10선에 포함시켰다.

## 줄거리
텍사스주 댈러스. 음악가 C는 이사를 가고 싶어하는 아내 M과 계속 다툰다. C가 결국 아내 뜻에 따르기로 했을 때 갑자기 피아노에서 큰 소리가 나지만 원인을 알 수가 없다.
얼마 지나지 않아 C는 집 앞에서 교통 사고로 사망한다. M이 C의 시체를 침대보로 덮어주고 병실에서 나가자 C는 눈구멍이 뚫린 침대보를 뒤집어쓴 유령이 되어 병원을 돌아다닌다. 빛의 문이 열리지만 C가 들어가지 않자 곧 닫혀버린다.
집까지 걸어간 C는 옆집 창가에서 자신처럼 침대보를 뒤집어쓴 유령을 발견한다. 이 여자 유령은 누군가를 기다리고 있는데 그게 누구였는지 떠오르지 않는다고 한다.(둘의 교신은 모두 자막으로 처리된다.)
M이 다른 남자와 집에 돌아와 입을 맞추는 걸 보고 C는 책장의 책을 던지고 조명을 껐다 켰다 하며 존재감을 드러낸다. M은 C의 노래를 듣는다. 종이에 뭔가를 적은 M은 벽 몰딩에 생긴 틈에 이 쪽지를 끼워넣고 이사를 간다. C는 이 쪽지를 꺼내지 못한다.
C는 집으로 한 가족이 이사를 와 저녁을 먹고 피아노를 연주하고 성탄절을 축하하는 걸 지켜본다. 아이들은 유령(C)이 존재함을 깨닫고 두려워한다. 마침내 C가 저녁 식사 자리에서 부엌 찬장 그릇을 전부 꺼내 던지자 가족들이 이사를 나간다. 옆집 유령은 계속 누군가를 기다리는 중이다.
그 다음에 이사 온 사람이 파티를 여는데 한 참석자가 인류가 다음 세대에게 남길 유산을 만들어내게 된 과정에 대한 궤변을 늘어놓다가 결국 전부 파괴될 수 밖에 없다는 허무주의로 맺음한다. 파티 참석자 모두가 자기들 세상에 빠져있는 사이 조명이 깜빡거리고 얼마의 시간이 지나 장식재가 거의 다 뜯겨나간 버려진 집에서 C가 M이 몰딩 틈에 집어넣었던 쪽지를 꺼내기 위해 틈 사이를 메우고 있는 페인트를 벗겨내는데 불도저가 집과 옆집을 부수기 시작한다.
무너진 잔해 위에 서서 C와 옆집 유령은 서로를 바라본다. 옆집 유령은 자신이 기다리는 사람은 올 것 같지 않다며 풀썩 무너져내린다. C는 그 자리에 남아 새로운 건물들이 건설되고 회사가 들어오고 업무 회의가 진행되는 걸 지켜본다. C가 옥상에 올라간 뒤 또 얼마의 시간이 지나 근미래적인 풍광이 펼쳐진다. C는 아래로 몸을 던진다.
천구가 역방향으로 돌고, C가 깨어나보니 이번엔 19세기 과거로 시간을 건너 뛰어 한 남성이 농장을 세우고 있는 광경을 목도하게 된다. C는 한 가족이 포장마차를 타고 이사 와 성경을 소리내 읽고 자급자족하며 청교도적 삶을 보내는 걸 지켜본다. 어린 딸은 어린 시절 M이 그랬던 것처럼 뭔가를 끄적거린 뒤 납작한 돌 밑에 숨긴다. 원주민들이 내는 호전적인 소리가 들리고, 몰살된 가족들의 시체 장면으로 전환된다.
딸의 시체가 썩고 그 위로 억센 풀이 자라난다. C는 또 시간을 뛰어 넘어 이곳에 새로 세워진 집으로 자기 자신과 아내 M이 이사 오는 옛 광경을 본다. 두 사람이 다른 곳으로 이사 가는 문제로 다투다가 C가 M에게 져준 순간 유령 C는 피아노 앞에 앉으며 건반을 눌러 큰 소리를 내 부부를 놀라게 한다. 다시 시간이 흐르고, 인간인 자신이 죽고 유령이 되어 M이 혼자 집에서 떠나는 모습을 지켜보던 과거가 눈앞에 펼쳐진다. 
곧 C는 몰딩 틈에서 아내의 쪽지를 꺼내는 데 드디어 성공하고, 문이 저절로 열리면서 집 안에 빛이 들어온다. 쪽지를 읽자마자 C 유령은 사라진다. 

## 출연
- 케이시 애플렉 - C 역
- 루니 메라 - M 역
- 리즈 카더나스 프랭키 - 린다 역
- 카를로스 베르무데스 - 카를로스 역
- 야스미나 구티에레즈 - 야스미나 역
- 케샤 시버트 - 스피릿 걸 역
- 윌 올덤 - 예언자 역
- 브리 그랜트 - 클래라 역
- 오거스틴 프리젤 - 책을 쓰는 클래라의 아내 역
- 롭 저브레키 - 개척자 역
- 그로버 콜슨 - 휠체어에 앉은 남자 역